# متوسة
متوسة هي بلدة وبلدية في ولاية خنشلة، الجزائر. يبلغ عدد سكانها 5538 نسمة حسب تعداد عام 1998.